# موهانلال
موهانلال هو ممثل هندي ولد في 21 مايو 1960.

## روابط خارجية
موهانلال على موقع IMDb (الإنجليزية)
- موهانلال على موقع روتن توميتوز (الإنجليزية)
- موهانلال على موقع ميوزك برينز (الإنجليزية)
- موهانلال على موقع قاعدة بيانات الفيلم (الإنجليزية)